# Masmaje jezik
Masmaje jezik (ISO 639-3: mes; masmadje, mesmedje), afrazijski jezik istočnočadske skupine kojim govori 25 727 pripadnika (1993 census) etničke skupine Mesmedje u regiji Batha, departman Batha Est. Većina govornika u obrazovanju preferira čadski arapski [shu]. Postoje i tri osnovne škole na masmaje jeziku u 87 sela.
Masmaje pripada s još pet jezika podskupini mubi.

## Vanjske poveznice
- Ethnologue (14th)
- Ethnologue (15th)